# Cracca capensis
Cracca capensis là một loài thực vật có hoa trong họ Đậu. Loài này được (Pers.) Kuntze mô tả khoa học đầu tiên năm 1891.